# نوواپالوتسک
نوواپالوتسک (به لاتین: Novopolotsk) یک منطقهٔ مسکونی در بلاروس است که در منطقه ویتبسک واقع شده‌است. نوواپالوتسک ۴۸٫۴۹ کیلومتر مربع مساحت و ۱۰۸٬۰۰۰ نفر جمعیت دارد و ۱۳۳ متر بالاتر از سطح دریا واقع شده‌است.

## خواهرخوانده
شهرهای پوتسک، استان ماسوویان، گدانسک، الکتروستال، لودزا و شهرداری لودزا خواهرخوانده‌های نوواپالوتسک هستند.